# Cuatrecasanthus
Cuatrecasanthus é um género botânico pertencente à família Asteraceae.

## Espécies
- Cuatrecasanthus flexipappus